# Markus Herbrand

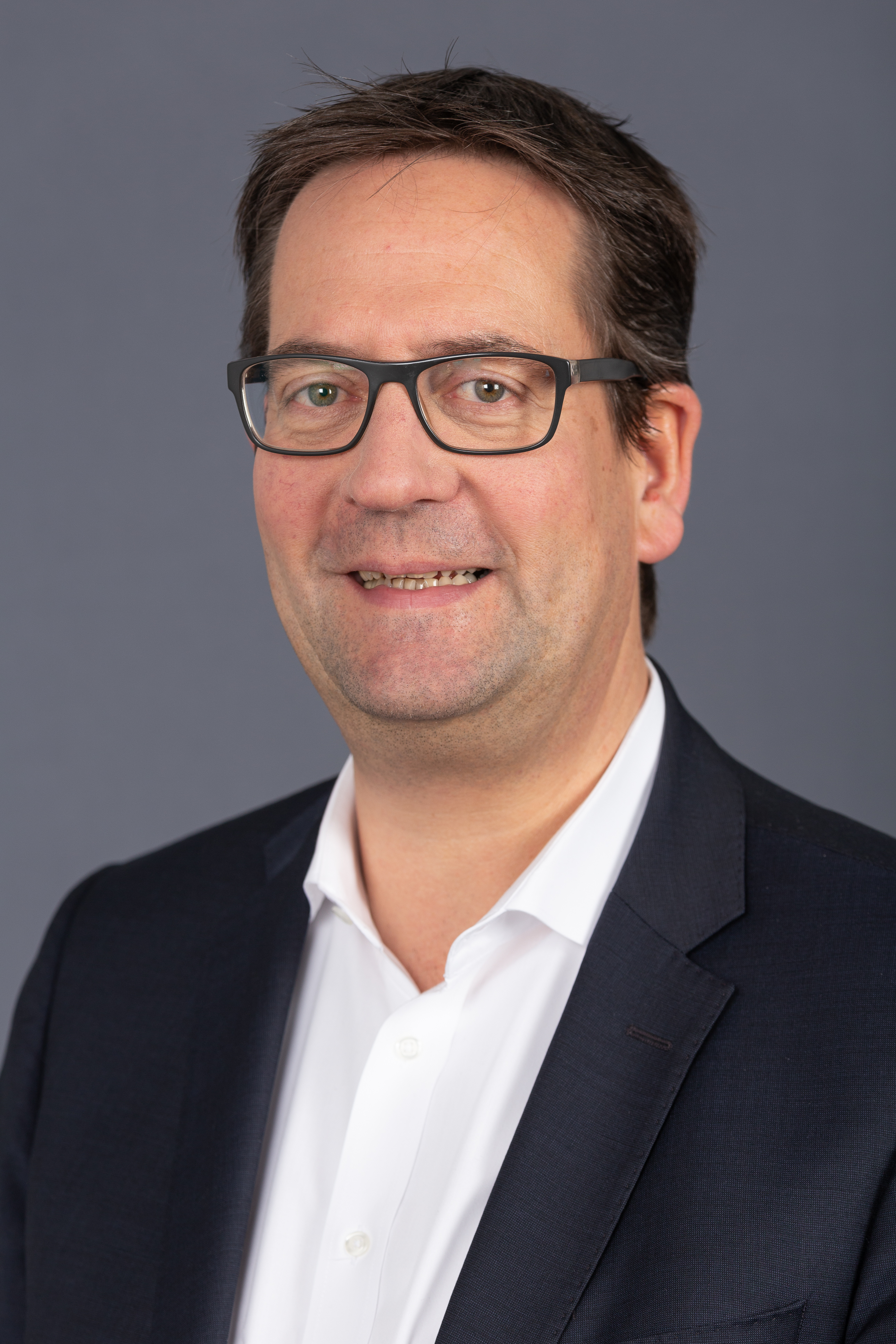
Markus Herbrand (2020)

Markus Herbrand (* 24. Februar 1971 in Schleiden) ist ein deutscher Politiker (FDP). Er war von 2017 bis 2025 Mitglied des Deutschen Bundestages, finanzpolitischer Sprecher und Obmann im Finanzausschuss für die FDP-Bundestagsfraktion.

## Leben und Beruf
Markus Herbrand wuchs in Schleiden-Gemünd auf und besuchte bis einschließlich der 10. Klasse das Hermann-Josef-Kolleg Steinfeld. Zur Oberstufe wechselte er auf das bischöfliche Clara-Fey-Gymnasium. Nach seinem Abitur 1990 begann Herbrand seine Ausbildung bei der Finanzverwaltung NRW im gehobenen Dienst sowie das darin integrierte Studium an der Fachhochschule für Finanzen, das er 1993 als Diplom-Finanzwirt (FH) abschloss. Von 1993 bis 1994 leistete er seinen Zivildienst in der Eifelhöhen-Klinik Marmagen ab. Im Anschluss daran war Herbrand fünf Jahre als Steuerberatungs- und Wirtschaftsprüfungsassistent in Krefeld bei der Treuhand- und Revisions AG Niederrhein tätig und legte 1999 seine Steuerberaterprüfung ab. Seitdem ist er als selbständiger Steuerberater in Gemünd tätig.
Er ist seit 2002 verheiratet.

## Werdegang in der FDP
Herbrand trat 2002 in die FDP ein. Von 2004 bis 2020 war er Mitglied im Stadtrat von Schleiden. Zudem war er von 2009 bis 2018 Mitglied im Kreistag des Kreises Euskirchen. In der Partei ist Herbrand seit 2014 Bezirksvorsitzender der FDP Aachen und Mitglied im Landesvorstand der FDP Nordrhein-Westfalen.
Bei der Bundestagswahl 2017 kandidierte er für den Wahlkreis Euskirchen – Rhein-Erft-Kreis II und zog über die Landesliste der FDP in Nordrhein-Westfalen in den 19. Deutschen Bundestag ein. Dort ist er ordentliches Mitglied im Finanzausschuss und seit Oktober 2020 Obmann für die FDP-Fraktion. Herbrand kandidierte bei der Bundestagswahl 2021 wieder als Direktkandidat für den Wahlkreis Euskirchen – Rhein-Erft-Kreis II und auf Platz 12 der Landesliste und zog wieder über die Landesliste in den Bundestag ein.

## Abgeordneter
Herbrand trat im Oktober 2020 als Obmann im Finanz-Ausschuss die Nachfolge von Florian Toncar an. Zudem war er von 2017 bis 2019 stellvertretendes Mitglied im Ausschuss für Tourismus. Inhaltliche Schwerpunkte seiner Arbeit im wirtschafts-, finanz- und steuerpolitischen Bereich bilden insbesondere die Reformierung des Steuersystems, der Bürokratieabbau und auch Fragen der Geldwäsche-Prävention in Deutschland.
Nach Berechnungen der Frankfurter Allgemeinen Zeitung gingen 2022 ein Sechstel der offiziell gemeldeten Nebeneinkommen aller Abgeordneten des Bundestages an Herbrand, der 3,2 Mio. Euro durch Beratertätigkeiten erwirtschaftet habe. Am 7. August 2023 korrigierte die Zeitung die Zahl auf 567.821 Euro.

## Positionen
Im Bereich der Geldwäschebekämpfung kritisiert Herbrand, dass die deutsche Anti-Geldwäsche-Einheit Financial Intelligence Unit (FIU) von der Bundesregierung nur mangelhaft ausgestattet werde. Verdachtsmeldungen und Hinweise würden sich dort stapeln und die Mitarbeitenden könnten Fristen kaum einhalten. Deutschland sei diesbezüglich ein „Gangsta’s Paradise“ geworden. Neben einer Personalaufstockung sei vor allem ein Ausbau des digitalisierten Austausches der Behörden untereinander notwendig. Beim Thema Bürokratieabbau bemängelt Herbrand, dass die Bundesregierung bisher zu wenig unternommen habe, um den „Bürokratie-Dschungel“ zu lichten. Bei der Reform der Grundsteuer befürchten Herbrand und die FDP eine höhere Belastung der Steuerzahlenden sowie eine deutliche Zunahme der Bürokratie. Herbrand hat sich daher für ein Flächenmodell eingesetzt, bei dem auf jede Werteermittlung verzichtet wird.